# Miletinae
Miletinae là một phân họ của họ Lycaenidae.

## Hình ảnh

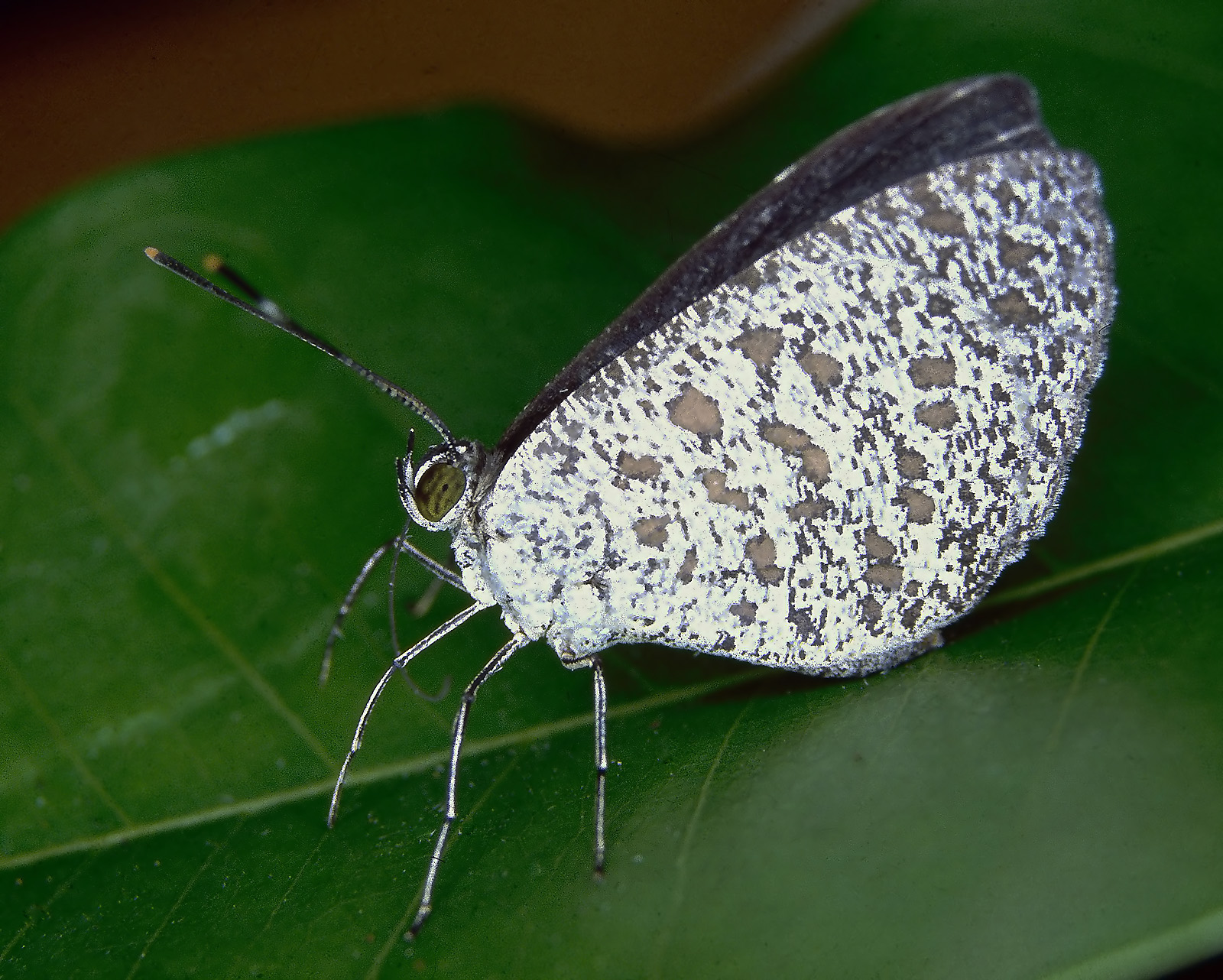
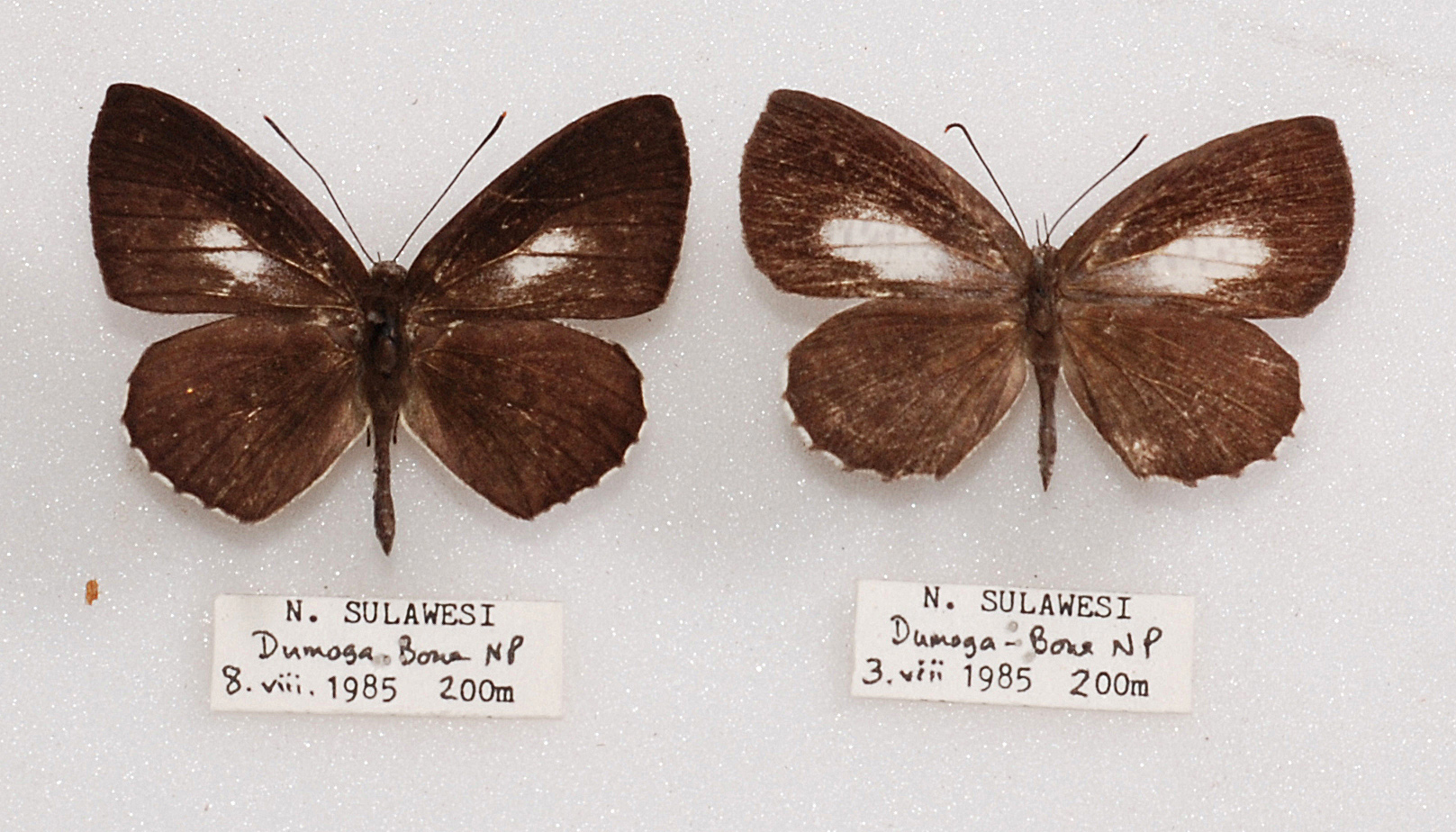
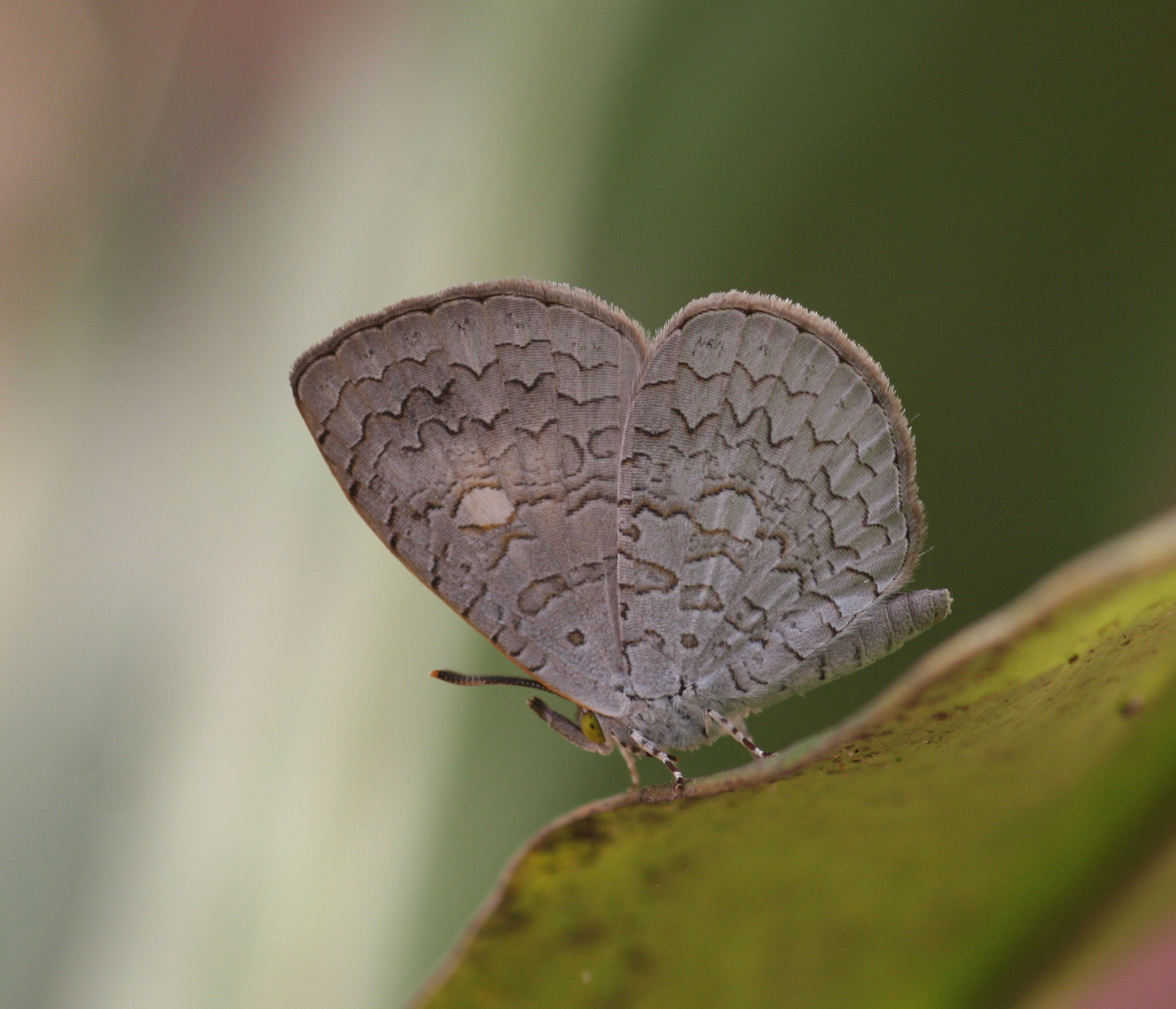